# ایان مک‌دونالد-اسمیت
ایان مک‌دونالد-اسمیت (انگلیسی: Iain MacDonald-Smith؛ زادهٔ ۳ ژوئیهٔ ۱۹۴۵) قایقران اهل بریتانیا بود.
از افتخارات وی میتوان به کسب مدال طلا در بازی‌های المپیک تابستانی ۱۹۶۸ اشاره کرد.